# Endiandra laxiflora
Endiandra laxiflora är en lagerväxtart som beskrevs av Elmer Drew Merrill. Endiandra laxiflora ingår i släktet Endiandra och familjen lagerväxter. Inga underarter finns listade i Catalogue of Life.